# Meadow Lane
Pour les articles homonymes, voir Meadow.
Le Meadow Lane Stadium ou simplement Meadow Lane est un stade de football anglais situé dans la ville de Nottingham, capitale du Nottinghamshire en Angleterre.
Le Notts County FC joue ses matchs dans ce stade depuis sa création en 1910.

## Histoire
Construit en 1910, le stade est situé à moins de 275 m du City Ground, le stade dans lequel joue le Nottingham Forest, club rival du Notts County FC.
Le record d'affluence est de 47 310 spectateurs pour un match du 6e tour de FA Cup  contre York City le 12 mars 1955.  
Le stade a actuellement une capacité de 19 841 places. Dans cette version le record d'affluence du stade est atteint le 26 octobre 1994 dans un match contre Tottenham Hotspur avec 16 952 spectateurs.